# 切維蔡斯第三區 (馬里蘭州)
切維蔡斯第三區（英語：Chevy Chase Section Three）是位於美國馬里蘭州蒙哥馬利縣的一個村落。

## 人口
根據2020年美國人口普查的數據，切維蔡斯第三區的面積為0.30平方千米，當中陸地面積為0.30平方千米，而水域面積為0.00平方千米。當地共有人口802人，而人口密度為每平方千米2,673人。